# Dragon Age 2
Dragon Age 2 est la suite du jeu vidéo Dragon Age: Origins. Le jeu est sorti le 8 mars 2011 aux États-Unis et le 11 mars 2011 en France.
La bande-annonce officielle est disponible depuis le 17 août 2010.
Une suite, Dragon Age: Inquisition, est sortie en novembre 2014.

## Personnages
Dans Dragon Age 2, le personnage principal porte le nom de Hawke. Pendant que les Gardes des ombres se battaient contre les Engeances dans Dragon Age: Origins, Hawke vivait à Lothering, un petit village ayant fait l'objet d'un assaut de la part des engeances. Au lieu de se battre, Hawke quitte Ferelden et trouve refuge de l'autre côté de la mer au nord de Ferelden, plus précisément dans la ville de Kirkwall. Ce réfugié sans le sou est appelé à devenir le héros le plus important du monde de Dragon Age. L'histoire se déroule sur une période de 8 ans.
Hawke est un humain. Il ne sera donc pas possible de choisir la race du personnage. Il sera toutefois possible de choisir le sexe, la classe, ainsi que l'apparence du personnage. Le héros changera en effet d'aspect selon son alignement, positif ou négatif.

### Jouables
- Hawke (VO homme : Nicholas Boulton ; VO femme : Jo Wyatt ; VF homme : Gilduin Tissier ; VF femme : Delphine Braillon) : personnage principal (masculin ou féminin) qui, de simple réfugié, devient le Héraut de Kirkwall.
- Carver Hawke (VO : Nico Lennon ; VF : Benoît Du Pac) : guerrier, frère de Hawke et le jumeau de Bethany (personnage jouable uniquement si le joueur choisit la classe mage pour Hawke).
- Bethany Hawke (VO : Rebekah Staton ; VF : Marie Chevalot) : mage, sœur de Hawke (personnage jouable uniquement si le joueur choisit la classe guerrier ou voleur pour Hawke).
- Varric Tethras (VO : Brian Bloom ; VF : Olivier Marina) : nain voleur, conteur (également narrateur du jeu), armé d'une arbalète « répondant » au doux nom de Bianca, qui accompagne Hawke dans ses voyages et est son principal soutien.
- Aveline Vallen (VO : Joanna Roth ; VF : Céline Duhamel) : guerrière, également membre des gardes de Kirkwall. Elle fut l'épouse de Wesley.
- Merrill (VO : Eve Myles ; VF : Adeline Moreau) : elfe mage un peu naïve, aperçue dans Dragon Age : Origins (lors de l'origine « elfe dalatien »), et qui rejoint Hawke.
- Anders (VO : Adam Howden ; VF : Olivier Jankovic) : mage apostat Garde des ombres de Dragon Age : Origins - Awakening.
- Isabela (VO : Victoria Kruger ; VF : Gaëlle Savary) : voleuse, capitaine pirate autoproclamée « reine des mers de l'est ». Elle apparaît aussi dans Dragon Age: Origins à la Perle dans la ville de Dénérim. C'est une fauteuse de troubles.
- Fenris (VO : Gideon Emery ; VF : Jérémy Prévost) : elfe tévintide guerrier, ancien esclave, tatoué au lyrium qui rejoint Hawke en tant que personnage optionnel à la suite d'une quête.
- Sébastian Vaël (VO : Alec Newman) : archer de sang noble devenu templier qui a renoncé à ses vœux pour tenter de venger le meurtre de sa famille (ajouté avec le DLC Le prince exilé).

### Non-jouables
- Cassandra Pentaghast (VO : Miranda Raison ; VF : Marie-Brigitte Andreï) : Chercheuse de la Vérité de la Chantrie. Elle est intéressée par Hawke, car elle croit qu'il détient la clé afin d'éviter la guerre qui menace Thédas.
- Léandra (VO : Deborah Moore ; VF : Pascale Chemin) : la mère des Hawke.
- Wesley (VO : James Daniel Wilson) : un templier blessé que Hawke rencontre en fuyant Lothering. Il est introduit comme le mari d'Aveline.
- Flémeth (VO : Kate Mulgrew) : la célèbre sorcière des Terres Sauvages, la mère de Morrigan, aussi appelée Asha'bellanar par les Dalatiens. Nous l'avons déjà rencontrée dans Dragon Age : Origins.
- Bartrand Tethras (VO : Keith Szarabajka) : chef de famille et frère de Varric.
- Marëthari (VO : Kate Binchy) : gardienne et archiviste du clan des dalatiens. Déjà aperçue dans Dragon Age : Origins  (lors de l'origine « elfe dalatien »).
- L'Arishak (VO : Rick D. Wasserman) : chef des Qunari. Il prône sa religion, le Qun, prétendant que la société humaine est corrompue et ne peut trouver la voie que par le Qun.
- Marlowe Dumar (VO : Christopher Godwin) : Vicomte de Kirkwall.
- Saemus Dumar (VO : Daniel Curshen) : fils du Vicomte Dumar et adepte du Qun.
- Elthina (VO : Rachel Atkins) : Grande prêtresse à la Chantrie de Kirkwall. Une femme sage et tempérée.
- Mérédith Stannard (VO : Jean Gilpin ; VF : Cathy Cerda) : Chevalier-capitaine des templiers de Kirkwall. Elle et Orsino se détestent, elle a tendance à opprimer les mages car elle trouve qu'ils sont dangereux et libres, ils risqueraient de détruire le monde.
- Orsino (VO : Jim Ward) : un elfe mage, Grand enchanteur de Kirkwall et principal rival de Mérédith, il utilise son rang pour se dresser contre les templiers pour protéger les siens. Il est parfois vu par ses interlocuteurs comme un lâche.
- Zévran (VO : Jon Curry) : un elfe dalatien antivan, faisant anciennement partie des Corbeaux et ancien compagnon dans Dragon Age : Origins[4].

## Réception
Dragon Age 2 a reçu la note de 12/20 par le site spécialisé Jeuxvideo.com, ce qui est nettement moins que son aîné qui avait reçu la note de 18/20.

L'équipe de GameSpot attribue la note de 8,0/10

Le site anglo-saxon IGN accorde un 8,5/10.

L'équipe de Gamekult lui a mis 5/10.

## Mea culpade BioWare
Fraichement accueilli par la presse et les joueurs, BioWare fait son mea culpa par l'intermédiaire d'un de ses designers, Mike laidlaw, sur les forums du BSN (BioWare Social Network).
Cela permet à BioWare de clarifier ses décisions si d'aventure ils décident d'une éventuelle suite à Dragon Age 2.

## Histoire
Il s'agit d'une histoire dans une histoire. Varric en sera le narrateur… plus ou moins fidèle à la réalité lorsque cela touche son frère. Il la racontera à un personnage qu'il appellera « Chercheuse » ; celle-ci a une mission bien précise qui ne sera connue qu'après le dernier combat.

Entre-temps, Hawke devra tant bien que mal démêler les conflits entre Templiers et Mages sachant que le moindre choix aura un impact sur ses compagnons de route, ayant aussi bien des Mages que des Anti-Mages dans son entourage.
Comme dans le jeu précédent, cette histoire peut avoir plusieurs fins ; selon les choix que vous ferez. Bons comme mauvais.

## Télechargement et bonus

### Contenus télechargeables payants
- Le Prince Exilé (Exiled Prince) :  disponible dès la sortie du jeu, ajoute un personnage jouable, Sebastien Vaël, un archer de sang noble, que le héros peut aider à venger le meurtre de sa famille.
- Le Palais des Perles Noires (The Black Emporium) : ajout d'un magasin d'articles spéciaux, ainsi qu'un miroir permettant de changer d'apparence et un chien mabari qui aide le joueur au combat.
- L'Héritage (Legacy) : disponible depuis le 26 juillet 2011, ce contenu nous fait découvrir Hawke aux prises avec des mystérieux criminels. De nouveaux personnages et de nouveaux lieux sont ajoutés dans ce contenu téléchargeable dont la durée de vie doit être, au minimum, de 3 heures.
- La Marque de l'Assassin (Mark of the Assassin) : disponible depuis le 11 octobre 2011, lancez-vous dans une aventure passionnante pleine de tromperies et d'intrigues. Aux côtés de Tallis, une mystérieuse elfe (jouée par Felicia Day), vous devrez vous infiltrer dans un domaine orlésien bien loin de Kirkwall afin d'y voler une importante relique. Nouveautés, énigmes, infiltration et humour sont au rendez-vous.

### Contenus téléchargeables promotionnels
- Ser Isaac Armour : ajout de l'Armure du protagoniste de Dead Space